# Martín Benchimol
Martín Benchimol (nacido en 1985, Provincia de Buenos Aires) es un director de cine y guionista argentino.

## Biografía
Nació en Buenos Aires en 1985. Es realizador graduado en la Universidad de Buenos Aires en la carrera de Diseño de Imagen y Sonido. Dicta clases de cine en el Posgrado en Documental. Desde 2021 ejerce la docencia en el Centro de Capacitación Cinematográfica en México como responsable de la Clínica de Creación Documental.
Dirigió dos largometrajes documentales: La gente del río (2012) y El espanto (2017), ambos en conjunto con el director Pablo Aparo.
El castillo (2023) es su primer largometraje dirigido en solitario.

## Filmografía

### Dirección
- La gente del río (2014) (codirigido con Pablo Aparo)
- El espanto (2017) (codirigido con Pablo Aparo)
- El castillo (2023)